# Frontera entre Belice y Guatemala
La línea de adyacencia entre Belice y Guatemala es una línea imaginaria casi recta de 266 km de longitud, cerca del meridiano 89° Oeste, que separa el territorio de Belice del de Guatemala, pero no es una frontera internacional debido a que estos países no la han definido aún.
Comienza en el norte en la frontera triple de México, Guatemala y Belice en Aguas Turbias (17° 48' 47" N, 89° 8' 54" O). Luego sigue al sur por líneas rectas y llega al río Sarstún (cataratas Gracias a Dios). Aquí toma la dirección este y corre a lo largo de la corriente aguas abajo del río Sarstún hasta su desembocadura en la bahía de Amatique en el mar Caribe.

## Historia
La frontera entre Belice y Guatemala se define en el artículo I del Tratado Wyke-Aycinena del 30 de junio de 1859:

Comenzando en la desembocadura del río Sarstún en la Bahía de Honduras, y avanzando por el canal medio de la misma hacia las cataratas Gracias a Dios; luego gira a la derecha y continúa por una línea trazada directamente desde las cataratas Gracias a Dios hasta las cascadas Garbutt en el río Belice, y desde las cascadas Garbutt hacia el norte hasta que toque la frontera mexicana.

Territorio beliceño no disputado
Territorio disputado en la actualidad

La frontera ha sido disputada por Guatemala, que alega que el tratado es nulo porque Gran Bretaña no cumplió con las disposiciones de asistencia económica que se encuentran en el artículo VII, tanto así que en 1946 se pronunció en contra de las disposiciones del acuerdo de delimitación de 1859 y declaró formalmente el territorio de la entonces Honduras Británica como parte de su territorio. 
La situación se resolvió parcialmente en 1991 cuando Guatemala reconoció oficialmente la independencia de Belice, reconociendo al pueblo y gobierno de Belice, pero no su territorio declarando la reclamación completa. A partir de allí se establecieron las relaciones diplomáticas.

### SigloXXI
En 2008, un acuerdo entre los dos países estableció la organización de referéndums para someter la disputa a la Corte Internacional de Justicia. El referéndum guatemalteco se celebró el 15 de abril de 2018, y la población aprobó masivamente elevar el caso a la CIJ. El referéndum beliceño originalmente programado para el 10 de abril de 2019, luego pospuesto para el 8 de mayo de 2019, también fue aprobado por los votantes, allanando el camino para la mediación de la Corte Internacional de Justicia. 
Según los términos del acuerdo de 2008, Belice tenía un mes para transmitir el resultado del referéndum a la CIJ, lo que hizo el 7 de junio. Guatemala presentó sus reclamos y sus argumentos en diciembre de 2020, después lo hizo Belice, en junio de 2022 para presentar sus argumentos, antes de que la Corte emita su veredicto.

## Comunidades y cruces fronterizos
Hay una carretera principal que cruza la línea en Benque Viejo del Carmen, Distrito de Cayo (Belice), y Melchor de Mencos, Petén (Guatemala), donde la Carretera CA-13 de Guatemala se encuentra con la Carretera George Price (Occidental), conectando con la Ciudad de Belice y Belmopán.[cita requerida]
A unos cuatro kilómetros al sur de este cruce se encuentra el pueblo de Arenal, que tiene casas a ambos lados de la zona de adyacencia, y un campo de fútbol situado directamente en la línea. Desde el lado de Guatemala, solo hay una pasarela para acceder a Melchor de Mencos; el lado de Belice tiene una carretera que conecta con Benque Viejo del Carmen.[cita requerida]